# 金乗院 (野田市)

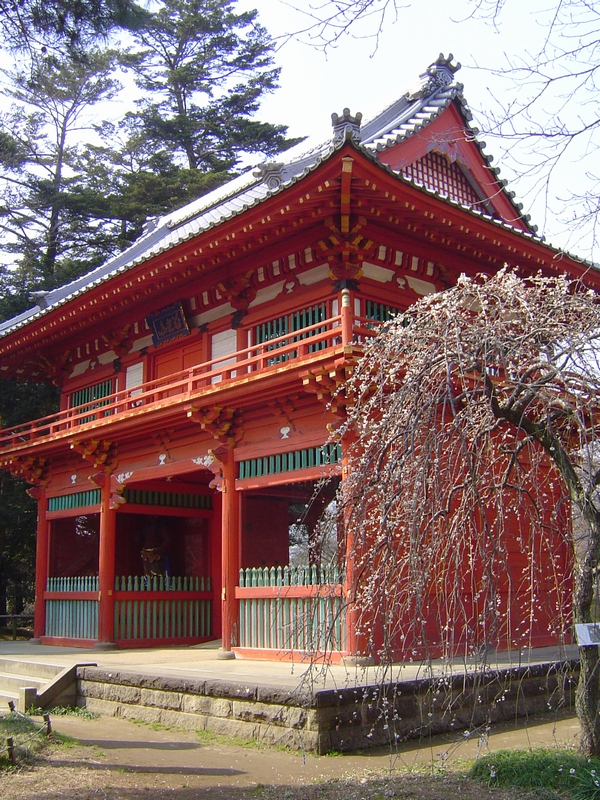
仁王門としだれ梅

金乗院（こんじょういん）は、千葉県野田市にある真言宗豊山派の寺院。

## 概略と沿革
1398年（応永5年）、宥秀によって開山された。元々は古義真言宗の醍醐派の寺院だったが、明治時代初期に新義真言宗の豊山派となった。
隣接する清水公園は金乗院の元境内であり、塀や柵を設けておらず、公園と一体化している。
本尊の薬師如来像は秘仏となっている。また、市内に唯一現存する算額（野田市指定文化財）や徳川家の御朱印状（非公開）が奉納されている。

## 交通アクセス
- 東武野田線清水公園駅より徒歩10分[2]